# Semiótica polar
La semiótica polar es un concepto en el ámbito de la semiótica, que es la ciencia de los signos.
El concepto primigenio de semiótica polar se puede rastrear en el pensamiento de Roman Jakobson, cuando conceptúa la oposición binaria como relación que necesariamente implica alguna otra relación de conjunción y disyunción.
Un ejemplo sencillo es la simetría binaria entre cualidades polares  que pertenecen a una misma categoría, como grave - agudo, en coordinación con otro tipo de categorías, por ejemplo la presencia o la ausencia de un tono. Con mayor desarrollo, esta misma idea se encuentra representada en el llamado cuadrado greimasiano, atribuido a Algirdas Julius Greimas, y que es una adaptación del antiguo cuadrado lógico de Aristóteles, utilizado por filósofos clásicos como Descartes y Spinoza, entre otros, para tratar de sustentar demostraciones empíricas.
En 2024 la Universidad Autónoma de Aguascalientes publicó el libro La orquídea y el jicote: Ensayo sobre la intersemiosis sinecdóquica o el sentido, sensación y traducibilidad entre ciencia, arte y ecología, que es el primer trabajo de divulgación sobre el tema, impreso en castellano.

## Introducción en labiosemiótica
Se debe a Thomas Sebeok la adaptación del concepto arriba señalado, para dar a entender que existen sistemas y dinámicas de simetría opuesta y a la vez complementaria en numerosos procesos ecológicos y nichos ecológicos como los había descrito Jakob von Uexküll bajo el concepto de Umwelt:

" En la red de la naturaleza, las plantas son, sobre todo, productoras [...] Los polos opuestos de las plantas son los hongos, descomponedores de la naturaleza."
Thomas Sebeok, El estudio de los signos, 2021, pág. 29. Signs: An Introduction to Semiotics

Sebeok sugiere que esta noción va más allá de la mera subjetividad, como pudiera parecer la asociación de oposiciones y complementos en la Teoría del color de Mayer, empleada, por ejemplo, para comprender las relaciones colorimétricas entre flores y polinizadores. De hecho, como lo expresa Sebeok, “el signo es bifaz” (1976: 117; vid. Spinks, 1991: 29), el signo es, pues, un instrumento de corte y producción de simetría que genera perspectiva y alimenta la percepción del mundo externalizado a través de un perceptor autoconsciente.

## Formalización en teoría de categorías
Hasta las primeras dos décadas del siglo XXI, el concepto de semiótica polar estaba ligado de manera informal a la noción más amplia de categoría. Se debe a Gabriel Pareyón la primera formalización de la semiótica polar en el campo matemático de la teoría de categorías, donde el polo semiótico se interpreta como singularidad de una función, la cual no es ni removible, ni esencial a la función (tal cual se define polo en matemática analítica). De esta singularidad polar emanan o se trazan vectores que contribuyen a la definición del conjunto semiótico y ámbito de significación en una categoría correspondiente de signos.
El contexto teórico para llevar a la semiótica al campo de las matemáticas tiene fundamento en la semiótica de Peirce. En este caso, la semiótica polar constituye una herramienta útil en ciencia computacional, para caracterizar los sistemas de signos, incluso en el llamado lenguaje natural y la música, como sistemas de categorías sumergidas en contextos de los objetos de la categoría de funtores que las sumergen, según lo postula el lema de Yoneda. Adicionalmente, este enfoque de la semiótica polar resuelve y esclarece el postulado de Matthai, el cual afirma que “Todos los pensamientos son verdaderos”; una noción significativa para la comprensión de las artes y las ciencias como un todo semiótico armonizado.